# Raïon d'Okhotsk
Le raïon d'Okhotsk (en russe : Охотский райо́н, Okhotski raïon) est une subdivision administrative (raïon) et une municipalité (okroug municipal) du kraï de Khabarovsk, en Russie. Le raïon fait partie de la région d'Extrême-Orient russe. Son centre administratif est la commune urbaine d'Okhotsk, et il compte en tout 13 localités. Sa population s'élevait à 6 083 habitants en 2023.

## Tendances politiques
| Scrutin                     | 1er tour | 1er tour | 1er tour | 1er tour | 1er tour | 1er tour | 1er tour | 1er tour | 1er tour | 1er tour | 1er tour | 1er tour | 2d tour                  | 2d tour                  | 2d tour                  | 2d tour                  | 2d tour                  | 2d tour                  | 2d tour                  | 2d tour                  | 2d tour                  | 2d tour                  |
| Scrutin                     | 1er      | 1er      | %        | 2e       | 2e       | %        | 3e       | 3e       | %        | 4e       | 4e       | %        | 1er                      | 1er                      | %                        | 2e                       | 2e                       | %                        | 3e                       | %                        | 4e                       | %                        |
| --------------------------- | -------- | -------- | -------- | -------- | -------- | -------- | -------- | -------- | -------- | -------- | -------- | -------- | ------------------------ | ------------------------ | ------------------------ | ------------------------ | ------------------------ | ------------------------ | ------------------------ | ------------------------ | ------------------------ | ------------------------ |
| Présidentielle 2012,        |          | ER       | 63,85    |          | KPRF     | 12,28    |          | LDPR     | 11,09    |          | SE       | 7,76     | Victoire au premier tour | Victoire au premier tour | Victoire au premier tour | Victoire au premier tour | Victoire au premier tour | Victoire au premier tour | Victoire au premier tour | Victoire au premier tour | Victoire au premier tour | Victoire au premier tour |
| Gouvernorale 2013,          |          | ER       | 66,20    |          | LDPR     | 23,02    |          | KPRF     | 5,18     |          | SRZP     | 2,13     | Victoire au premier tour | Victoire au premier tour | Victoire au premier tour | Victoire au premier tour | Victoire au premier tour | Victoire au premier tour | Victoire au premier tour | Victoire au premier tour | Victoire au premier tour | Victoire au premier tour |
| Législative régionale 2014  |          | ER       | 58,55    |          | LDPR     | 11,88    |          | KPRF     | 9,31     |          | Rodina   | 8,71     | Tour unique              | Tour unique              | Tour unique              | Tour unique              | Tour unique              | Tour unique              | Tour unique              | Tour unique              | Tour unique              | Tour unique              |
| Législative 2016            |          | ER       | 47,58    |          | LDPR     | 24,48    |          | KPRF     | 8,33     |          | RPPSS    | 3,14     | Tour unique              | Tour unique              | Tour unique              | Tour unique              | Tour unique              | Tour unique              | Tour unique              | Tour unique              | Tour unique              | Tour unique              |
| Présidentielle 2018,        |          | ER       | 74,81    |          | LDPR     | 12,56    |          | KPRF     | 6,79     |          | GRANI    | 1,51     | Victoire au premier tour | Victoire au premier tour | Victoire au premier tour | Victoire au premier tour | Victoire au premier tour | Victoire au premier tour | Victoire au premier tour | Victoire au premier tour | Victoire au premier tour | Victoire au premier tour |
| Gouvernorale 2018           |          | LDPR     | 50,84    |          | ER       | 25,37    |          | KPRF     | 11,92    |          | SRZP     | 3,96     |                          | LDPR                     | 62,74                    |                          | ER                       | 34,37                    |                          |                          |                          |                          |
| Législative régionale 2019, |          | LDPR     | 59,68    |          | ER       | 17,03    |          | KPRF     | 9,47     |          | SRZP     | 4,04     | Tour unique              | Tour unique              | Tour unique              | Tour unique              | Tour unique              | Tour unique              | Tour unique              | Tour unique              | Tour unique              | Tour unique              |
| Législative 2021            |          | LDPR     | 19,72    |          | ER       | 16,74    |          | RPPSS    | 13,56    |          | KPKR     | 11,56    | Tour unique              | Tour unique              | Tour unique              | Tour unique              | Tour unique              | Tour unique              | Tour unique              | Tour unique              | Tour unique              | Tour unique              |
| Gouvernorale 2021,          |          | LDPR     | 54,94    |          | SRZP     | 23,95    |          | RPPSS    | 11,79    |          | Rodina   | 3,02     | Victoire au premier tour | Victoire au premier tour | Victoire au premier tour | Victoire au premier tour | Victoire au premier tour | Victoire au premier tour | Victoire au premier tour | Victoire au premier tour | Victoire au premier tour | Victoire au premier tour |